# Cerapachys sylvicola
Cerapachys sylvicola är en myrart som beskrevs av Arnold 1955. Cerapachys sylvicola ingår i släktet Cerapachys och familjen myror. Inga underarter finns listade i Catalogue of Life.

## Bildgalleri

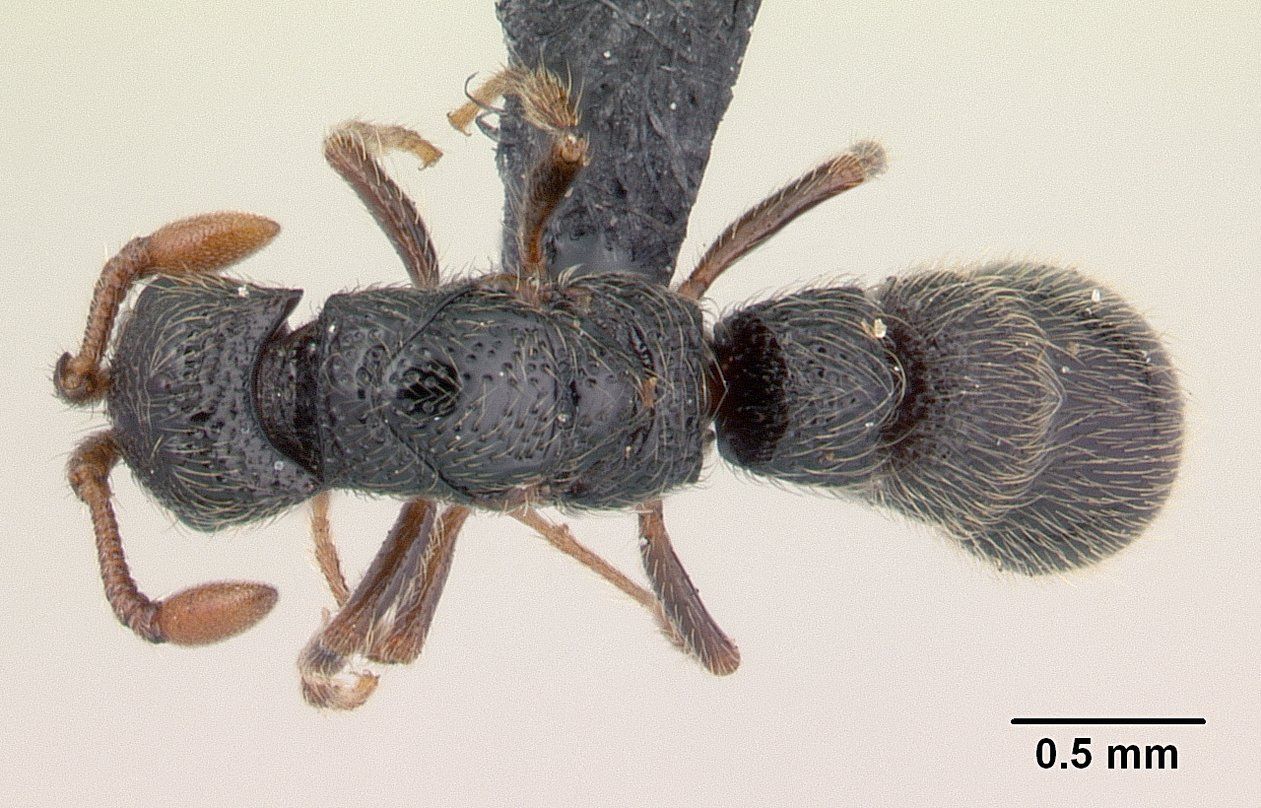
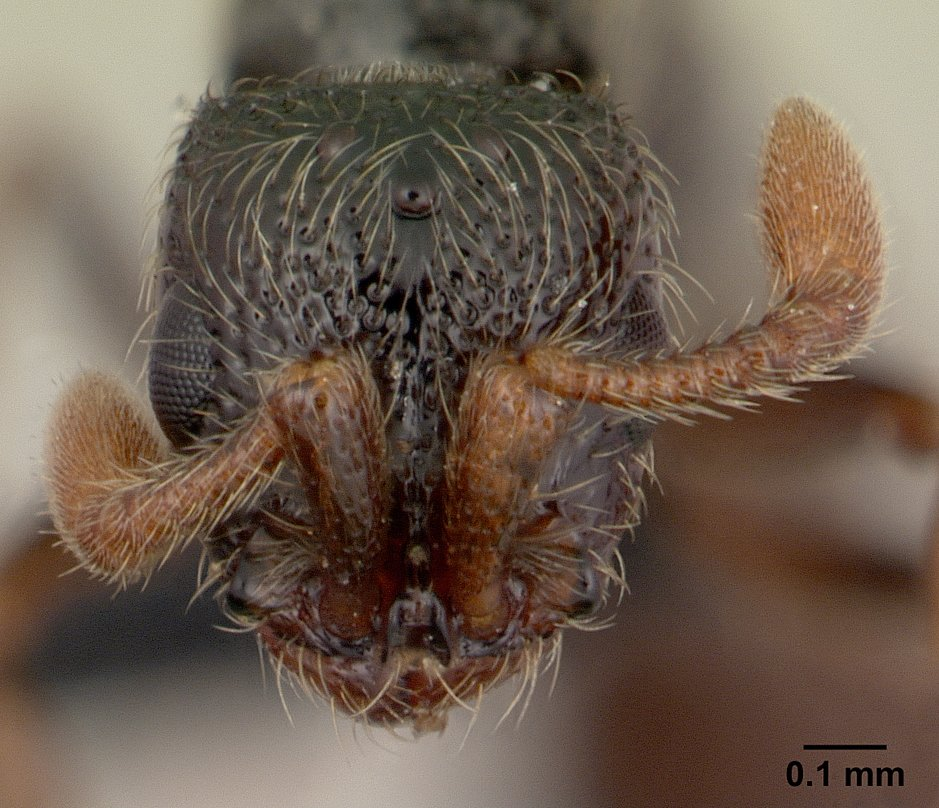
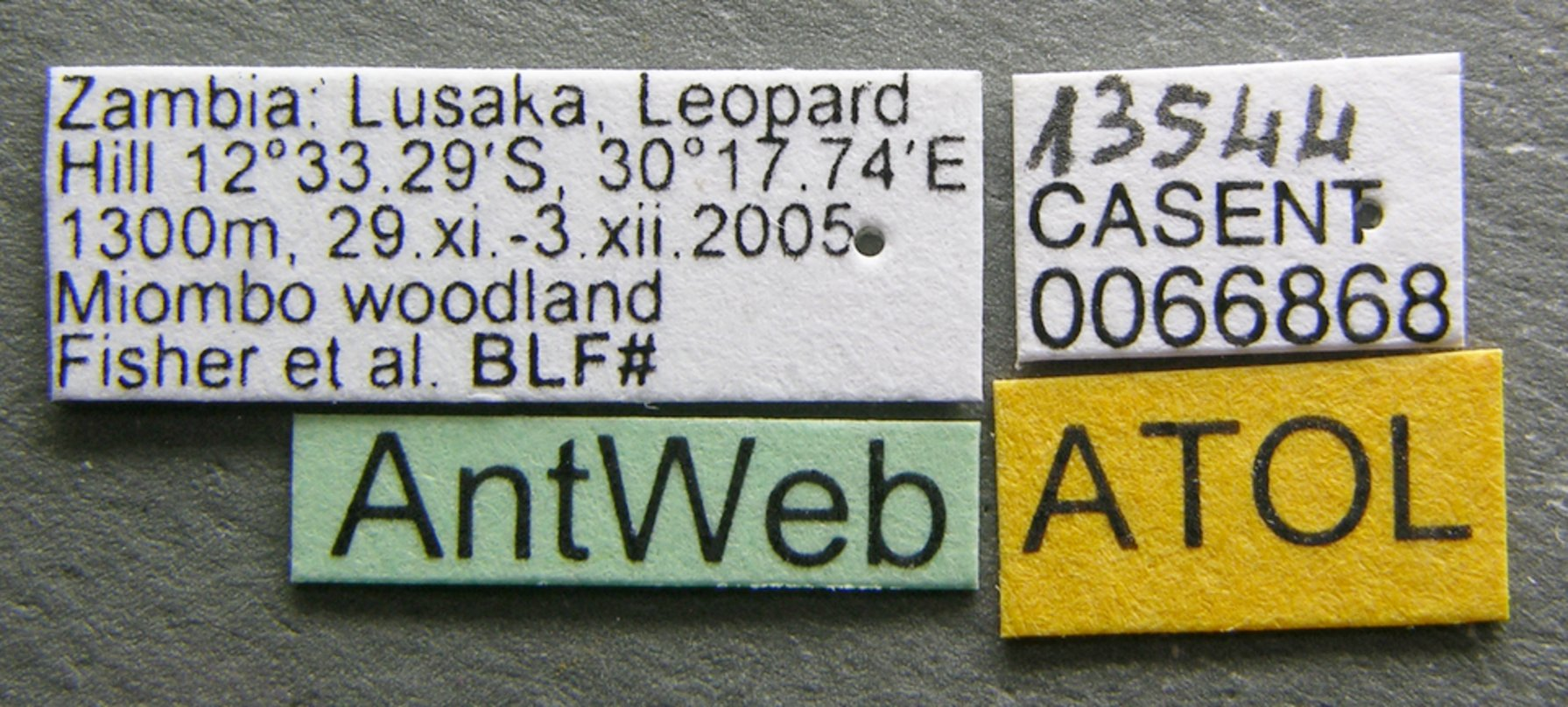
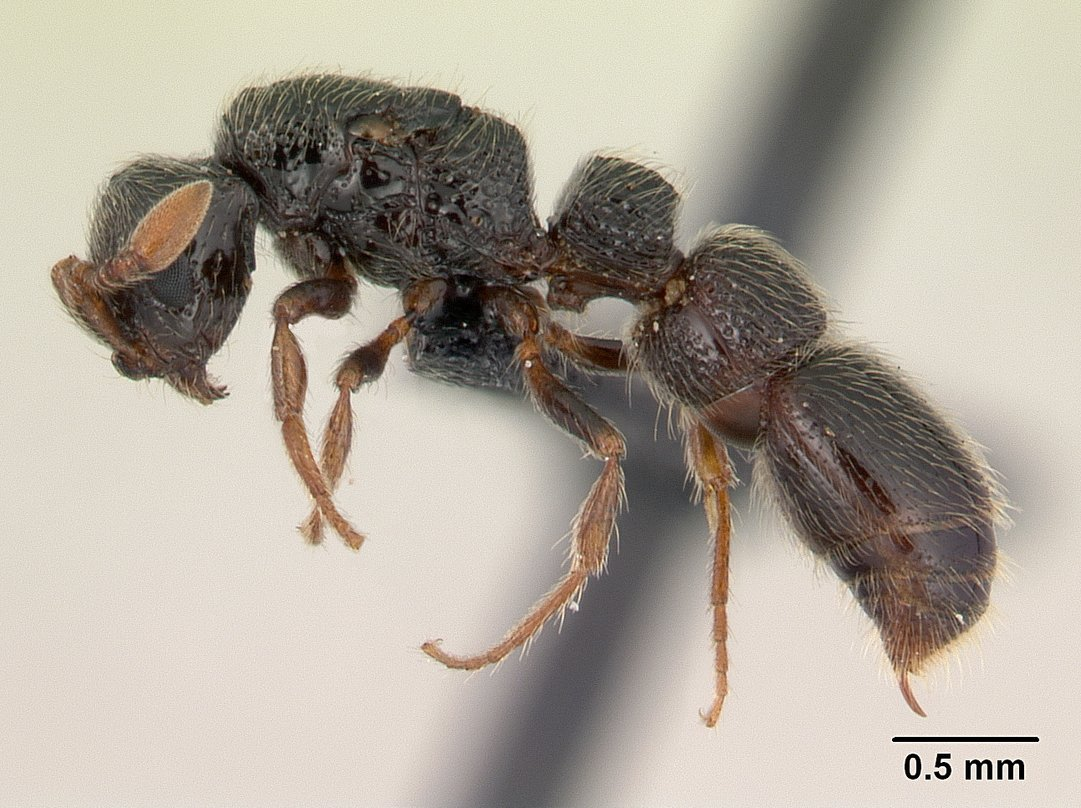